# Vanadiumsulfide
Vanadiumsulfide sind anorganische chemische Verbindungen des Vanadiums aus der Gruppe der Sulfide.

## Übersicht
Das System Vanadium-Schwefel ist durch einen großen Reichtum an verschiedenen Verbindungen gekennzeichnet. In der Literatur sind 15 Verbindungen dokumentiert deren Zusammensetzung zwischen V3S und VS4 liegen. Alle Verbindungen haben Homogenitätsgebiete von zum Teil erheblicher Breite. Aus den bei hoher Temperatur vorliegenden Schmelzen erhält man zunächst Sulfide die etwa die Zusammensetzung VS,  V2S3 und VS4 besitzen. Durch nachträgliche Glühen bei niedrigeren Temperaturen oder durch stöchiometrisch gezielte Synthese aus den Elementen ergeben sich dann mehr oder weniger reproduzierbare Nachweise für andere, zusätzliche Verbindungen. Die Verbindung V2S5, die durch thermische Zersetzung von Ammoniumthiovanadat (NH4)3VS4 dargestellt wird und amorph ist, nimmt dabei eine Sonderstellung ein.

## Eigenschaften
Vanadiumsulfide sind graue bis schwarze Feststoffe, die von verdünnten Säuren kaum, von Laugen stärker angegriffen werden. VS4 ist durch Alkalilauge vollständig auflösbar. Sulfide mit höherem Schwefel-Gehalt lassen sich im Hochvakuum zu niederen Sulfiden abbauen.
| Vanadiumsulfide      |        |            |        |                       |
| Name                 | Formel | CAS-Nummer | Dichte | Schmelzpunkt          |
| Vanadium(II)-sulfid  | V2S2   | 12166-27-7 | 4,2    | Zersetzung            |
| Vanadium(III)-sulfid | V2S3   | 1315-03-3  | 4,7    | Zersetzung bei 600 °C |
| Vanadium(IV)-sulfid  | VS2    | 12166-28-8 |        |                       |
| Vanadium(V)-sulfid   | V2S5   | 12138-17-9 | 3,0    | Zersetzung            |
| Patrónit             | VS4    | ?          | 2,82   |                       |